# (31839) Depinto
(31839) Depinto est un astéroïde de la ceinture principale.

## Description
(31839) Depinto est un astéroïde de la ceinture principale. Il fut découvert le 2 février 2000 à Socorro (Nouveau-Mexique) par le programme LINEAR. Il présente une orbite caractérisée par un demi-grand axe de 2,39 UA, une excentricité de 0,12 et une inclinaison de 1,6° par rapport à l'écliptique.

## Compléments